# 마몽드
마몽드(Mamonde)는 아모레퍼시픽이 보유한 대한민국의 화장품 브랜드이다. 마몽드는 프랑스어로 'My World'(나의 세계)라는 뜻을 담고 있으며, 소유격 Ma에 세계를 뜻하는 Monde를 합쳐서 만든 합성어다.

## 개요
1991년 출시된 마몽드는 꽃에 대한 연구를 기초로 하는 화장품 브랜드이다. 꽃의 개화-성장-생존의 핵심 에너지를 담은 성분(블라써밍 에너지™)을 바탕으로 피부 부스팅, 보습, 항산화에 효과적이다. 마몽드는 아모레퍼시픽 오산 식물원 내부에 꽃의 생태와 피부 효능을 집중적으로 연구하기 위한 마몽드가든을 운영하고 있다.
마몽드는 2017년 기준 총 6개 지역에 진출하였으며, 2019년 1월 기준 전 세계에 6,200개 이상의 매장을 오픈했다. 레드 에너지 리커버리 세럼, 로즈워터 토너, 모이스처 세라마이드 인텐스 크림, 크리미틴트 컬러밤이 마몽드의 대표 제품이다.

## 역사
대한민국 최대의 화장품 회사 중 하나인 아모레퍼시픽은 1991년 마몽드를 설립하였다.
2005년 마몽드는 중국에 런칭되었다. 2013년 7월 기준으로 제품은 중국 270개 도시에서 900개점과 2,500곳 이상의 화장품점에서 판매된다.
2013년 7월 12일, 마몽드는 명동 대표점을 개장하였다. 같은 달에 마몽드는 타이에 런칭하였다.
마몽드는 2015년 서부로 확장되어 미국에 최초점을 개점하였다. 2017년 기준으로 미국과 캐나다에 스토어가 있다. 이 브랜드는 또한 2016년에 말레이시아에 첫 스토어를 개장하였고 2017년에는 싱가포르에 1호점을 개장하였다.

## 주요 제품
마몽드의 대표 제품으로는 레드 에너지 리커버리 세럼, 로즈워터 토너, 모이스처 세라마이드 인텐스 크림, 크리미틴트 컬러밤 등이 있다.
- 레드 에너지 리커버리 세럼은 블라써밍 에너지™를 핵심 성분으로 하는 세럼이다.[9]

- 로즈워터 토너는 피부 진정 보습을 위한 토너로 장미수 90.97%를 함유했다.[10]

- 모이스처 세라마이드 인텐스 크림는 무궁화 보습 효능 성분을 첨가한 보습 장벽 크림이다.[11]

- 크리미틴트 컬러밤은 립스틱, 틴트, 립밤 기능을 동시에 담은 립펜슬이다.[12]

## 같이 보기
- K뷰티